# Mini-Jeux du Pacifique de 1997
Navigation
Port Vila 1993 Kingston 2001
Les mini-jeux du Pacifique Sud de 1997 ont eu lieu à Pago Pago aux Samoa américaines du 11 au 22 août 1997. C'est la cinquième édition des mini-jeux du Pacifique Sud et la première fois que les Samoa américaines les organisent.  Le nombre de médailles est presque doublé par rapport aux mini-jeux du Pacifique Sud de 1993. Les performances impressionnantes de Nauru en haltérophilie permettent à la petite nation de terminer en tête du tableau officieux des médailles après avoir remporté 33 médailles d'or. Le pays organisateur, les Samoa américaines termine à la 3e position, ce qui est considéré comme une grande réussite. 

## Organisation
Les Jeux de 1997 ont été critiqués pour leur mauvaise préparation par les journalistes locaux et internationaux,  avec Matai Akauo dans le Pacific Islands Monthly les décrivant comme « les plus désorganisés de l'histoire du Conseil des îles du Pacifique ».  La plupart des installations sont terminées très tard, seulement quelques heures avant le début de la compétition, seul le plan d'eau, le terrain de basket et le golf étaient terminés. Sans moyen de transport, certains athlètes ont dû marcher jusqu'à leurs sites de compétition. Cependant, les jeux ont pu se dérouler. 

## Pays participants
Dix-neuf nations du Pacifique ont participé aux Jeux.  
- Îles Cook (145)
- Fidji (203)
- Guam (96)
- Kiribati (27)
- Îles Mariannes du Nord (28)
- Île Norfolk (9)
- États fédérés de Micronésie (11)
- Nouvelle-Calédonie (111)
- Nauru (84)
- Niue (33)
- Palaos (72)
- Papouasie-Nouvelle-Guinée (177)
- Salomon (76)
- Samoa (195)
- Samoa américaines (247)
- Tahiti (125)
- Tonga (99)
- Vanuatu (38)
- Wallis-et-Futuna (13)

## Sports
Les mini-jeux du Pacifique Sud de 1997 ont accueilli onze sports : on retrouve les sports habituels comme l'athlétisme, le badminton, le baseball, le basketball mais aussi des sports moins connus comme le netball qui fait sa première apparition dans la compétition. 
- Athlétisme
- Badminton
- Baseball
- Basket-ball
- Boxe
- Golf
- Haltérophilie
- Netball
- Rugby à sept
- Tennis
- Voile